# Crematogaster atilanica
Crematogaster atilanica é uma espécie de formiga da família Formicidae.
É endémica da Guatemala.